# Michael Neander (philologue)
Pour les articles homonymes, voir Michael Neander.
Michael Neander ou Michel Néander, né à Sorau en 1525, mort le 26 avril 1595 à Ilfeld, est un philologue, pédagogue et théologien allemand.
Élève de Philippe Melanchthon, il fut recteur des gymnases de Nordhausen et d'Ilfeld (Hanovre). Dans son orientation théologique, il s’appuie sur Luther, mais il est aussi influencé par Johannes Tauler.
Contrairement à d'autres pédagogues de l'époque, il a fait une place à la géographie moderne dans ses manuels d'enseignement.

## Œuvres
Il a laissé plusieurs ouvrages de philologie, entre autres :
- Erotemata græcæ linguæ, Baie, 1553
- Gnomologia græco-latina, 1557.

## Source
Cet article comprend des extraits du Dictionnaire Bouillet. Il est possible de supprimer cette indication, si le texte reflète le savoir actuel sur ce thème, si les sources sont citées, s'il satisfait aux exigences linguistiques actuelles et s'il ne contient pas de propos qui vont à l'encontre des règles de neutralité de Wikipédia.